# Telipogon polyrrhizus
Telipogon polyrrhizus är en orkidéart som beskrevs av Heinrich Gustav Reichenbach. Telipogon polyrrhizus ingår i släktet Telipogon och familjen orkidéer.
Artens utbredningsområde är Ecuador. Inga underarter finns listade i Catalogue of Life.